# Jianu Nicolae
Jianu Nicolae (n. 29 martie 1957) este un fost deputat român în legislatura 1996-2000, ales în județul Constanța pe listele partidului PNȚCD. Jianu Nicolae a fost membru în grupul parlamentar de prietenie cu Republica Filipine. El a predat chimia la colegiul național Mihai Eminescu. În prezent, Jianu Nicolae predă la două școli din județul Constanța. 

## Legături externe
- Jianu Nicolae Arhivat în 17 august 2016, la Wayback Machine. la cdep.ro